# Check my soul
「Check my soul」（チェック・マイ・ソウル）は、azusaの5作目のシングル。2012年2月1日にポニーキャニオンから発売された。

## 概要
前作「真夏のフォトグラフ」から約8か月ぶりのリリースであり、2012年1作目のシングル、かつ自身初となる2週連続リリースの第1弾。通称「CMS」。
表題曲は、テレビアニメ『アマガミSS+ plus』のオープニングテーマ。自身のアルバム『azusa』の制作が終わった頃、『アマガミ』側から主題歌のオファーを受け、アルバムのインストア・ツアーの合間を縫っての制作となった。加えて、次作「告白」は同アニメのエンディングテーマであり、両主題歌を担当することになった際には、驚きと歓びと感謝のあまり、何度も「いいんですか!?」と確認したという。
ジャケットに描かれている鳩は、「Check my soul」のレコーディングの際にスタッフがサビの歌詞を空耳したことに由来する。

## 収録曲
- 全楽曲 - 作詞・作曲：azusa 編曲:azusa、t.sato & r.wat

1. Check my soul [3:36]
テレビアニメ『アマガミSS+ plus』オープニングテーマとして、「みんなで盛り上がれるような曲を」というリクエストを受け[4][8]、アルバムのインストア・ツアーと並行して制作された[5]。しかし、自身のアルバム制作やキャラクターソングなど、常に曲を書き続けていたことからスランプになってしまい制作は難航、曲のプレゼンテーション日程を調整しながら何曲も書き続け、『アマガミ』アニメ制作スタッフによって選ばれた曲が「Check my soul」であった[5]。
軽快なピアノのイントロから始まり、ドラムとともに歌い出し、サビで挿入される掛け声や手拍子といった合いの手など、スクールライフに対してパワフルな女子高生をイメージした、明るいアップテンポでノリのいい曲[4][8]。曲のテーマは「浮かれモード」[8]。2011年9月にはデモテープとなった[6]。
歌詞は、「自分の心の気持ちに素直になろう」をテーマに情景描写は入れず、恋にときめく主人公の女の子が好きになった"君"を知りたくて、直感で突き進んでいく姿勢を描いている[4]。アニメ『アマガミSS+ plus』および原作ゲーム『アマガミ』の内容（複数のヒロインが登場するシステム）を受け、ヒロイン（およびプレイヤー）全員に共通する感覚、純粋な気持ちを意識して書き下ろしたという[4][10]。
ミュージック・ビデオの振り付けはazusaオリジナルである[11]。なお、「ボーリング編」のストライクシーンは、「3ゲーム投げて撮れるかどうか」という想定に対し、撮影開始早々3投目に出たストライク成功の様子をカメラマンが慌てて撮った映像とのこと[12]。
曲名は先述の通り、Twitter（本人またはスタッフの間）などでは「CMS」と略されることがある[5][6][7]。azusa曰く、曲名・歌詞のアクセントは本来の英語におけるアクセントと異なる[13]。
2. All For You [3:49]
曲は自身が好むJazzyなピアノが入った、カフェミュージックっぽいサウンドに仕上がったとのこと。歌詞は音楽用語が散りばめられている。ラグビーの「One For All, All For One」のように[14]、音楽を通して出会ったファンに向けての歌となっており、曲全体のコーラスワークはみんなで歌えるようにという思いによるもの[5] 。「告白」収録の「レインコーレインボー」と同時期に作られた[15]。
3. Shiny Day [3:16]
曲はアマガミの世界を意識して書き下ろされた、歌詞は愛しい人へのかけがえのない、今のピュアな気持ちを胸に刻むラブソング[8][5]。azusa曰く、「Sっぽいけど、女の子らしい『アマガミ』の森島先輩みたいなイメージ」[4]。なお、この曲の歌唱は難しくなっており、レコーディングでは苦労しながらも、何が合っても2人で乗り越えていける絆の強さをイメージして歌ったとのこと[5] 。
4. Check my soul（Instrumental）

## 発売日一覧
| 地域 | 情報          | 規格                                          | 作品          | 発信元                                    |
| ---- | ------------- | --------------------------------------------- | ------------- | ----------------------------------------- |
| 日本 | 2012年1月25日 | 携帯端末向け着うた配信 携帯端末向け着メロ配信 | Check my soul | - レコチョク - アニメロ☆うた              |
| 日本 | 2012年1月25日 | 携帯端末向け着うた配信 携帯端末向け着メロ配信 | All For You   | - レコチョク - アニメロ☆うた              |
| 日本 | 2012年1月25日 | 携帯端末向け着うた配信 携帯端末向け着メロ配信 | Shiny Day     | - レコチョク - アニメロ☆うた              |
| 日本 | 2012年2月1日  | CD                                            | Check my soul | ポニーキャニオン                          |
| 日本 | 2012年2月1日  | 携帯端末向けフル配信                          | Check my soul | - ポニーキャニオン - オリコン - Froute.jp |
| 日本 | 2012年2月1日  | ビデオ                                        | Check my soul | iTunes                                    |

## 演奏参加ミュージシャン
| アーティスト | アーティスト                 |
| ------------ | ---------------------------- |
| azusa        | ヴォーカル、コーラス、ピアノ |